# Ortopla
Ortopla là một chi bướm đêm thuộc họ Erebidae.